# Collybiopsis rimutaka
Collybiopsis rimutaka är en svampart som först beskrevs av G. Stev., och fick sitt nu gällande namn av E. Horak 1971. Collybiopsis rimutaka ingår i släktet Collybiopsis och familjen Marasmiaceae.   Inga underarter finns listade i Catalogue of Life.